# Hackney Diamonds
Hackney Diamonds je nadcházející studiové album britské rockové skupiny The Rolling Stones. Bude se jednat o první studiový počin nových nahrávek kapely od alba A Bigger Bang, které vyšlo v roce 2005. Na albu by se měly objevit příspěvky zesnulého bubeníka Charlieho Wattse, stejně tak nového bubeníka Steva Jordana. Na albu se rovněž objeví několik hvězdných hostů jako Elton John, Lady Gaga, Paul McCartney, Stevie Wonder a Bill Wyman.

## Pozadí
Rolling Stones pracovali na novém materiálu již v roce 2015, uvolněná atmosféra nahrávání nakonec vyústila v album bluesových předělávek s názvem Blue & Lonesome. Poslední studiové album s původní tvorbou bylo A Bigger Bang z roku 2005, mezitím však skupina vydala příležitostně několik nových písní, jednak na kompilaci GRRR! v roce 2012, jednak v roce 2020 singl „Living in a Ghost Town“. Nahrávání pokračovalo i v roce 2020, ale bylo přerušeno pandemií covidu-19.
Bylo potvrzeno, že se na produkci podílel Andrew Watt, coby host zase Paul McCartney jako baskytarista. Účást na nahrávání potvrdil rovněž bývalý baskytarista kapely Bill Wyman, bude se tak jednat o jeho první spolupráci se skupinou po 30 letech. Spekuluje se rovněž o hostování Eltona Johna. Album bude obsahovat poslední bubenické party zesnulého Charlieho Wattse, zároveň příspěvky nového bubeníka Steva Jordana.
Kampaň na album byla uveřejněna 17. srpna 2023 prostřednictvím inzerátu otištěném v novinách Hackney Gazette. Inzerát zahrnoval anonci otevření falešné opravny skla, přičemž se v inzerci objevilo několik odkazů související se skupinou jako rok založení (tj. 1962), dále logo, názvy slavných hitů. Vše bylo doplněno zveřejněním doprovodných vizuálů k albu a potvrzení vydání vydavatelem.

## Seznam skladeb
Autory všech skladeb Jagger–Richards, pokud není uvedeno jinak.
| Pořadí | Název                                                   | Autor                        | Délka |
| ------ | ------------------------------------------------------- | ---------------------------- | ----- |
| 1.     | Angry                                                   | Jagger–Richards, Andrew Watt | 3:46  |
| 2.     | Get Close (feat. Elton John)                            | Jagger–Richards, Watt        | 4:10  |
| 3.     | Depending On You                                        | Jagger–Richards, Watt        | 4:03  |
| 4.     | Bite My Head Off (feat. Paul McCartney)                 |                              | 3:31  |
| 5.     | Whole Wide World                                        |                              | 3:58  |
| 6.     | Dreamy Skies                                            |                              | 4:38  |
| 7.     | Mess It Up                                              |                              | 4:03  |
| 8.     | Live by the Sword (feat. Elton John)                    |                              | 3:59  |
| 9.     | Driving Me Too Hard                                     |                              | 3:16  |
| 10.    | Tell Me Straight                                        |                              | 2:56  |
| 11.    | Sweet Sounds of Heaven (feat. Lady Gaga, Stevie Wonder) |                              | 7:22  |
| 12.    | Rolling Stone Blues                                     | Muddy Waters                 | 2:41  |

## Obsazení
The Rolling Stones
- Mick Jagger – hlavní a doprovodný zpěv, kytara, perkuse, harmonika – „Rolling Stone Blues“
- Keith Richards – kytara, basová kytara, doprovodný zpěv; zpěv – „Tell Me Straight“
- Ronnie Wood – kytara, doprovodný zpěv
- Charlie Watts – bicí – „Mess It Up“ a „Live by the Sword“

Hosté a doprovodní hudebníci
- Steve Jordan – bicí[10]
- Darryl Jones – basová kytara[11]
- Matt Clifford – klávesy[12]
- Elton John – piano – „Get Close“ a „Live by the Sword“[13][14]
- Lady Gaga – zpěv – „Sweet Sounds of Heaven“
- Paul McCartney – basová kytara – „Bite My Head Off“
- Stevie Wonder – klávesy a piano – „Sweet Sounds of Heaven“
- Bill Wyman – basová kytara – „Live by the Sword“
- Don Was – produkce
- Andrew Watt – produkce, basová kytara, doprovodné vokály – „Sweet Sounds of Heaven“
- James King – saxofon – „Sweet Sounds of Heaven“
- Ron Blake – trubka – „Sweet Sounds of Heaven“